# Ramón Lucini Callejo

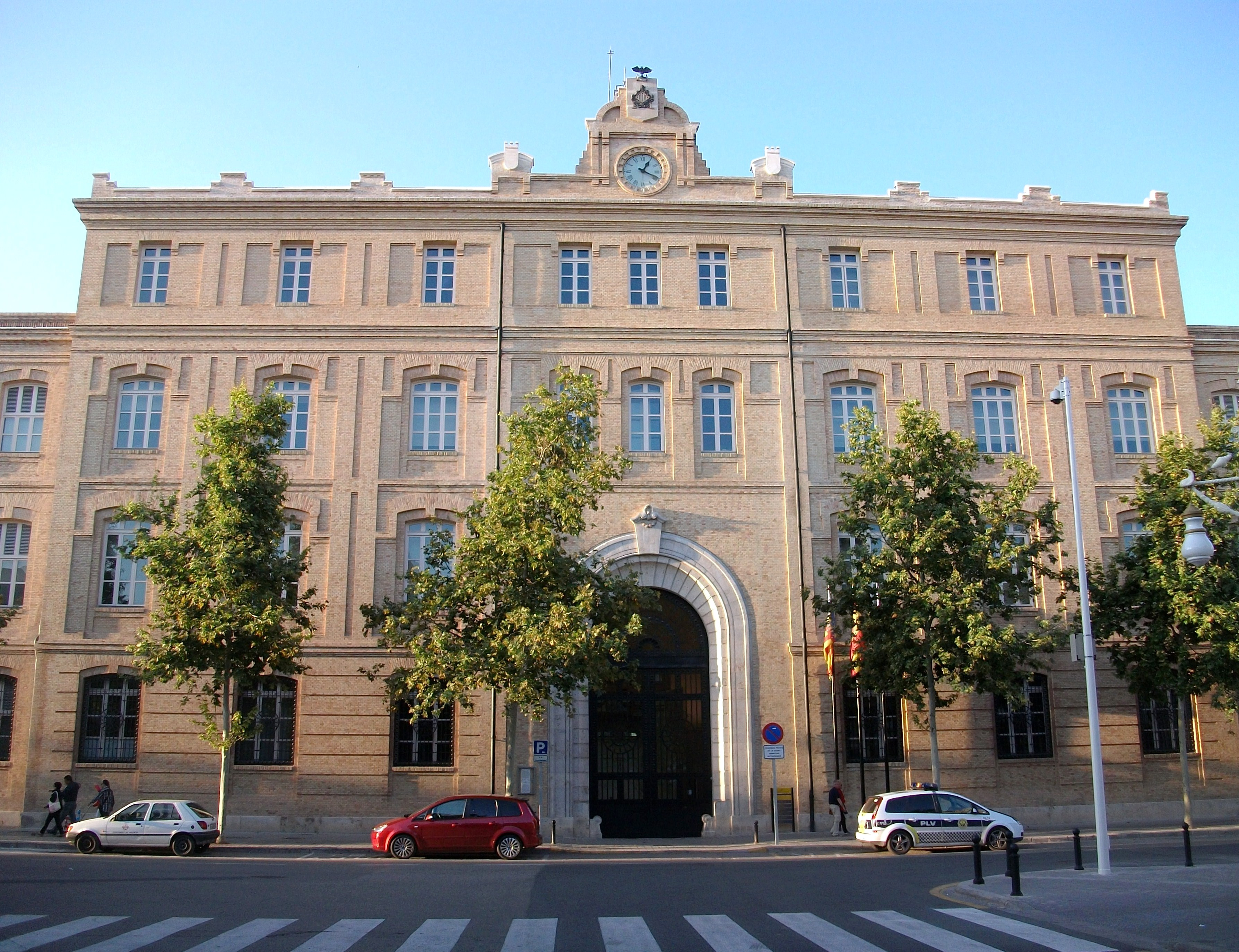
Edificio de Tabacalera de Valencia.

Ramón Lucini Callejo, Ponferrada (León) 16 de enero de 1872-1939, fue un arquitecto español. 

## Biografía
Nació en 1872 en la localidad leonesa de Ponferrada, hijo del ingeniero de caminos Federico Lucini Biderman. Se forma en Madrid, titulándose en 1898. 
Fue perito para la comprobación de la riqueza urbana de Vega de Liébana, arquitecto forense de la Audiencia de Madrid, auxiliar del arquitecto primero de Hacienda, y fue premiado en la Exposición Nacional de Bellas Artes de 1899 por el proyecto de "Fuente adosada a un muro" de estilo neoclásico. Ocupó entre 1902-1903 plaza de arquitecto municipal en Teruel, donde dejó el diseño del Matadero.
Se traslada a Valencia con motivo de las obras para la Exposición Regional de 1909, y es ahí donde deja sus creaciones más conocidas, especialmente el Asilo de Lactancia.
Pasaría a Barcelona como arquitecto de Registros Fiscales (1913-1918), y después a Zaragoza, volviendo a Madrid como arquitecto jefe del Catastro Urbano del Ministerio de Hacienda.
En Madrid diseñó el desaparecido quiosco El Fortín y el Hotel Poymar. También el teatro Poymar (1931), que finalmente no se construyó por quiebra de la empresa, siendo levantado finalmente en ese solar el actual Teatro Albéniz.
En sus obras posee algunas influencias del arquitecto gallego Antonio Palacios.
Además Lucini Callejo patentó en 1915 un "Aparato para dar un aviso a hora y sitio determinados" (registro de patentes 59.668).

## Obras
Obras en Madrid

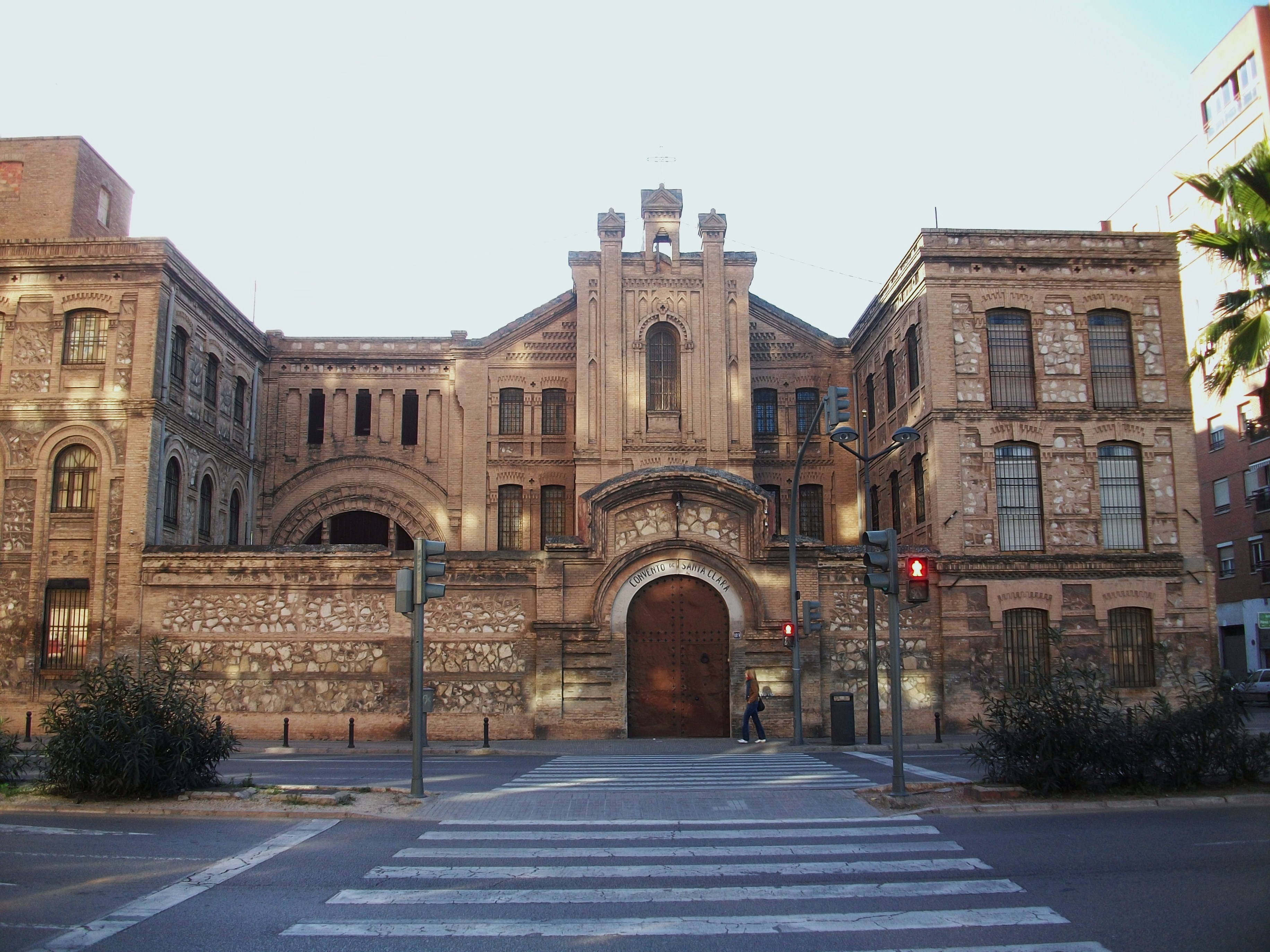
Convento de Santa Clara (Valencia).

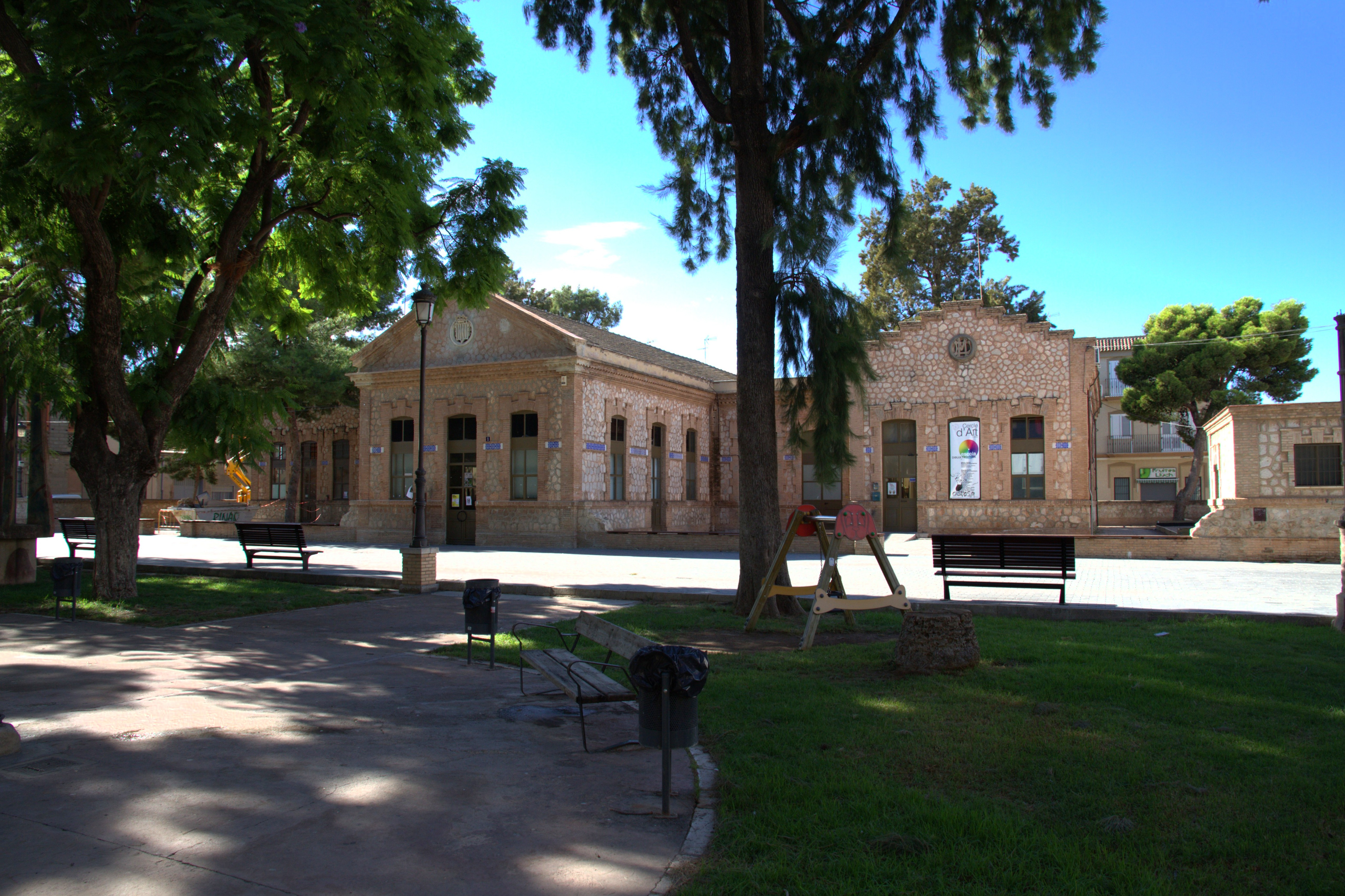
Escuelas Municipales de Foyos.

- Quiosco El Fortín Ciudad Lineal (Madrid)
- Hotel Poymar (Madrid), luego Hotel Madrid
- Teatro Poymar (no construido)

Obras en Valencia
- Balneario de la Alameda[7] (1908) - Antiguo Asilo de Lactancia - calle  Amadeo de Saboya 14. Construido para el servicio de las trabajadoras de la Fábrica de Tabacos, en 1908. Construido para la Exposición Regional Valenciana de 1909. Actualmente reformado para balneario.
- Edificio de Tabacalera[8] (1905) Calle Amadeo de Saboya número 13, utilizado como Pabellón de Industrias en la Exposición Regional. Después fue fábrica de tabacos hasta su conversión en oficinas municipales.
- Edificio Navarro II[9] (1910) en la calle Félix Pizcueta número 23.
- Convento de Santa Clara en la avenida Pérez Galdós número 119, (1911).
- Edificio Lucini, en la calle del Doctor Romagosa número 1, en Valencia.
- Casa de José Serratosa[10] (1918) Gran Vía Marqués del Turia número 59.
- Matadero (Teruel) Proyecto inicial (1903), construido finalmente por Juan Antonio Muñoz Gómez. Actualmente escuela de música.
- Escuelas Municipales de Foyos, en Foyos (Valencia), 1917.
- Panteón Vicens en el Cementerio de San Antonio Abad, en Alcoy (Alicante), 1910.